# Michael Mensah
Pour les articles homonymes, voir Mensah.
Michael Mensah, né le 5 juillet 1981, est un footballeur ghanéen. Il évolue au poste d’attaquant.

## Biographie
Il réalise la majeure partie de sa carrière en Finlande puis en Suède.
Avec le club suédois du Trelleborgs FF, il dispute 41 matchs en première division suédoise, inscrivant 6 buts. Il marque notamment un doublé contre le club de Gefle en juin 2007 (victoire 3-2).
Fin 2011, il s’engage pour le club vietnamien du Lam Sơn Thanh Hóa FC. En janvier 2012, il inscrit un doublé en championnat contre le club de Binh Duong (victoire 2-1).

## Palmarès
- Champion de Suède de D2 en 2006 avec le Trelleborgs FF